# مردانسينا
مردانسينا (يُكتب أيضًا مردان سينا) كان أحد نبلاء بني مهران - كان ابن بهرام غوشناسب وبالتالي شقيق القائد العسكري الساساني البارز بهرام جوبين، الذي تمكن من الإطاحة بالملك الساساني نفسه لفترة وجيزة في 590–591، لكنه هُزم وقتل في النهاية. أصبح مردانسينا بعد ذلك الزعيم الجديد لحركة التمرد التابعة لبهرام جوبين، وشارك لاحقًا في تمرد فيستهم (591–596 أو 595/4–600).

## روابط خارجية
- https://www.academia.edu/12102614/AN_HISTORIOGRAPHICAL_STUDY_of_AB%C5%AA_%E1%B8%A4AN%C4%AAFA_A%E1%B8%A4MAD_IBN_D%C4%80W%C5%AAD_IBN_WANAND_AL-D%C4%AANAWAR%C4%AA_S_Kit%C4%81b_al-A%E1%B8%ABb%C4%81r_al-%E1%B9%ACiw%C4%81l